# Capreolinae
Capreolinae (Сарнові) — підродина ссавців з родини Оленеві (Cervidae). Від представників підродини Cervinae відрізняється структурою кісток кінцівок.

## Історія
Підродину описано ще 1828 року (Brookes, 1828), проте лише через 150 років було прийнято поділ, визнаний й тепер.
1987 року Грувс та Граб (Groves & Grubb, 1987) поділили родину Оленеві (Cervidae) на три підродини: Hydropotinae, Odocoileinae, Gervinae, на підставі відсутності рогів у першої, і особливостями п'ястку в решти двох виділених підродин. 
Odocoileinae зберегли дистальні кінці, а Gervinae — проксимальні. (Bouvrain et al., 1989) та (Cap et al., 2002) показали, що Hydropotes є частиною клади Odocoileinae. Ряд досліджень з використанням різних послідовностей ДНК, підтвердили цю приналежність роду Hydropotes до Capreolini Brookes, 1828.

## Систематика
- - †Agalmaceros
  - †Antifer
  - †Bretzia
  - †Eocoileus
  - †Morenelaphus
  - †Torontoceros

Capreolinae
- Rangiferini Brookes, 1828
  - Rangifer (північний олень)
  - Hippocamelus (андський олень)
  - Mazama (мазама)
  - Blastocerus (болотний олень)
  - Ozotoceros
  - Pudu (пуду)
  - Odocoileus (американський олень)
  - †Pavlodaria
- Capreolini Brookes, 1828
  - Capreolus (сарна)
  - Hydropotes (водяний олень)
  - †Procapreolus
- Alceini
  - Alces (лось)
  - †Cervalces
  - †Libralces

## Галерея

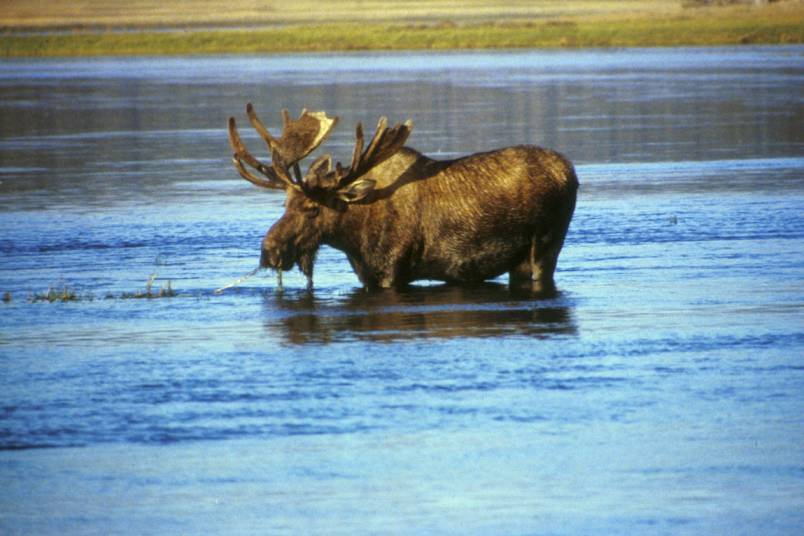
Alces alces
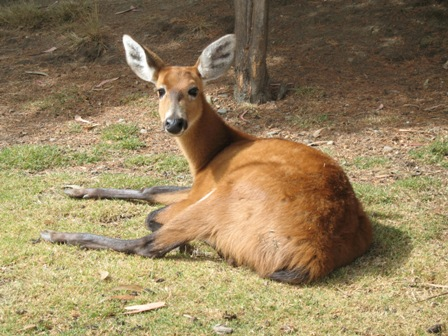
Blastocerus dichotomus
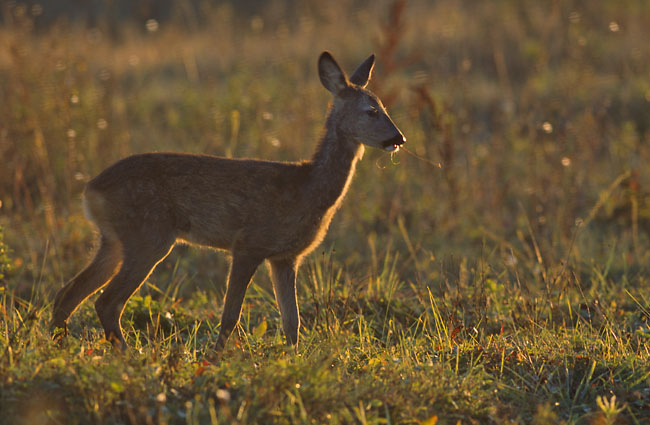
Capreolus capreolus
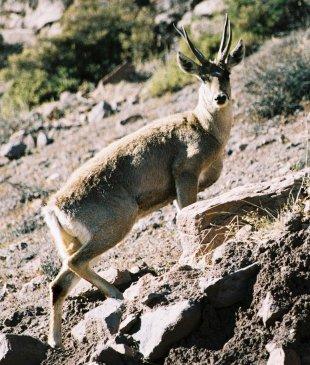
Hippocamelus antisensis
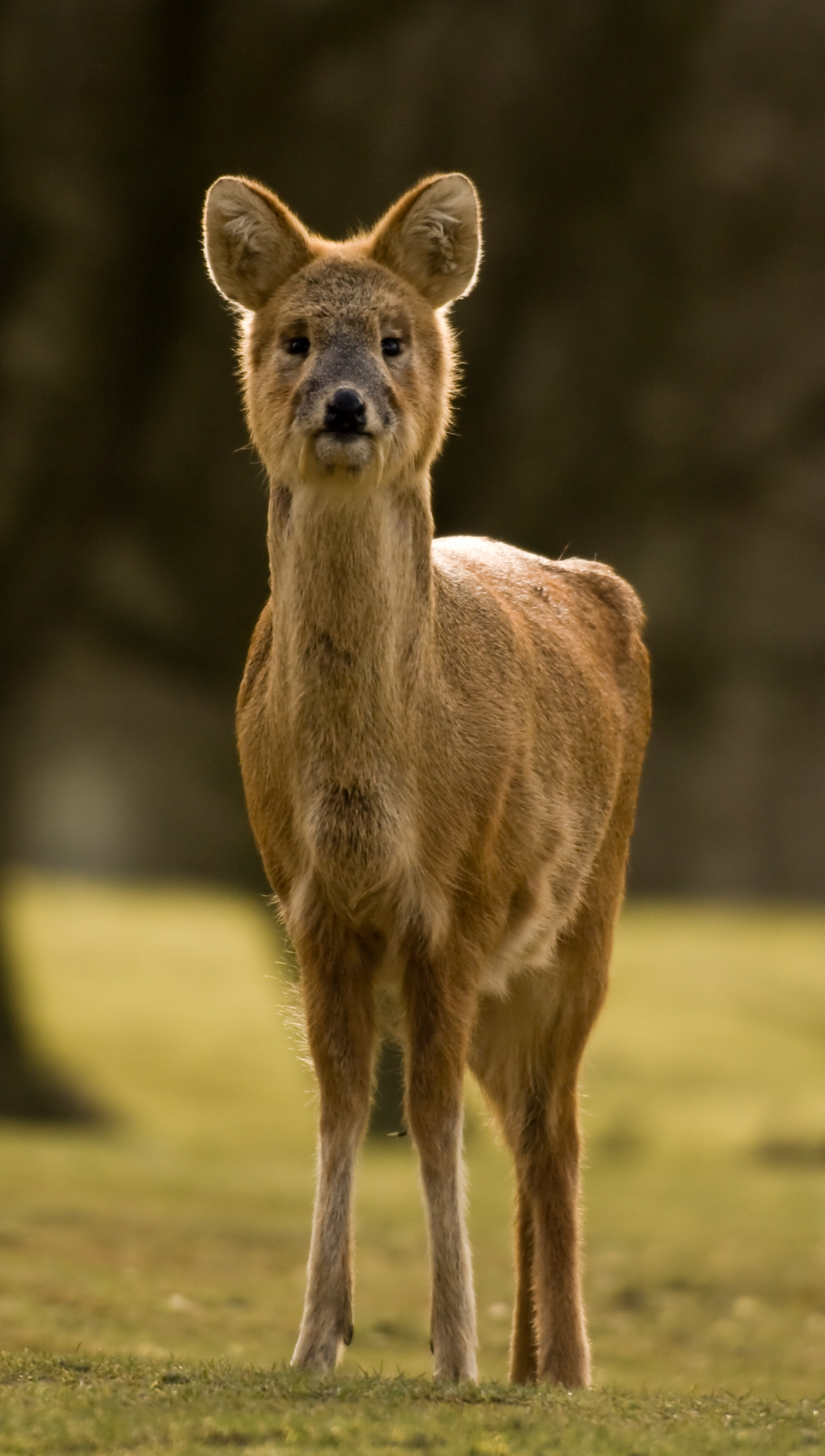
Hydropotes inermis
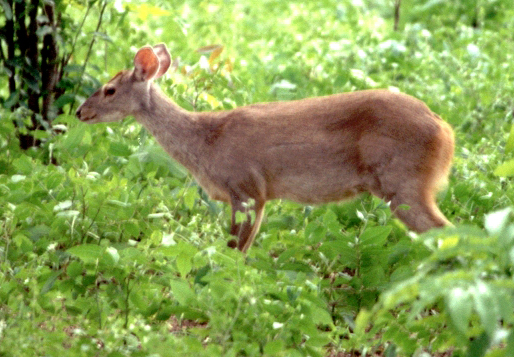
Mazama gouazoubira
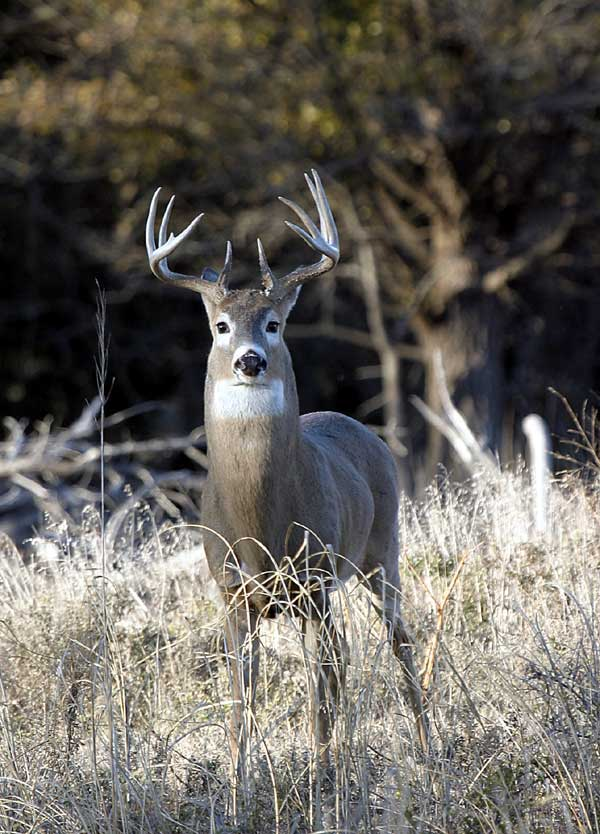
Odocoileus virginianus
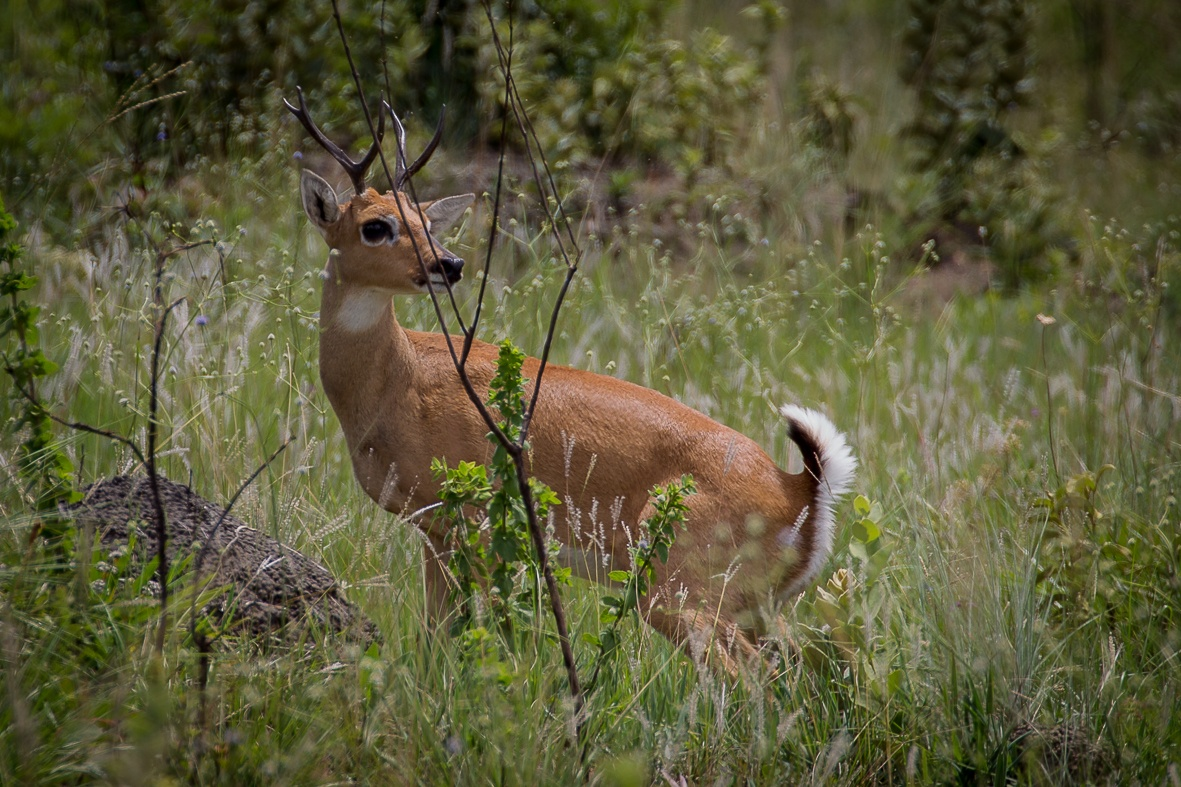
Ozotoceros bezoarticus
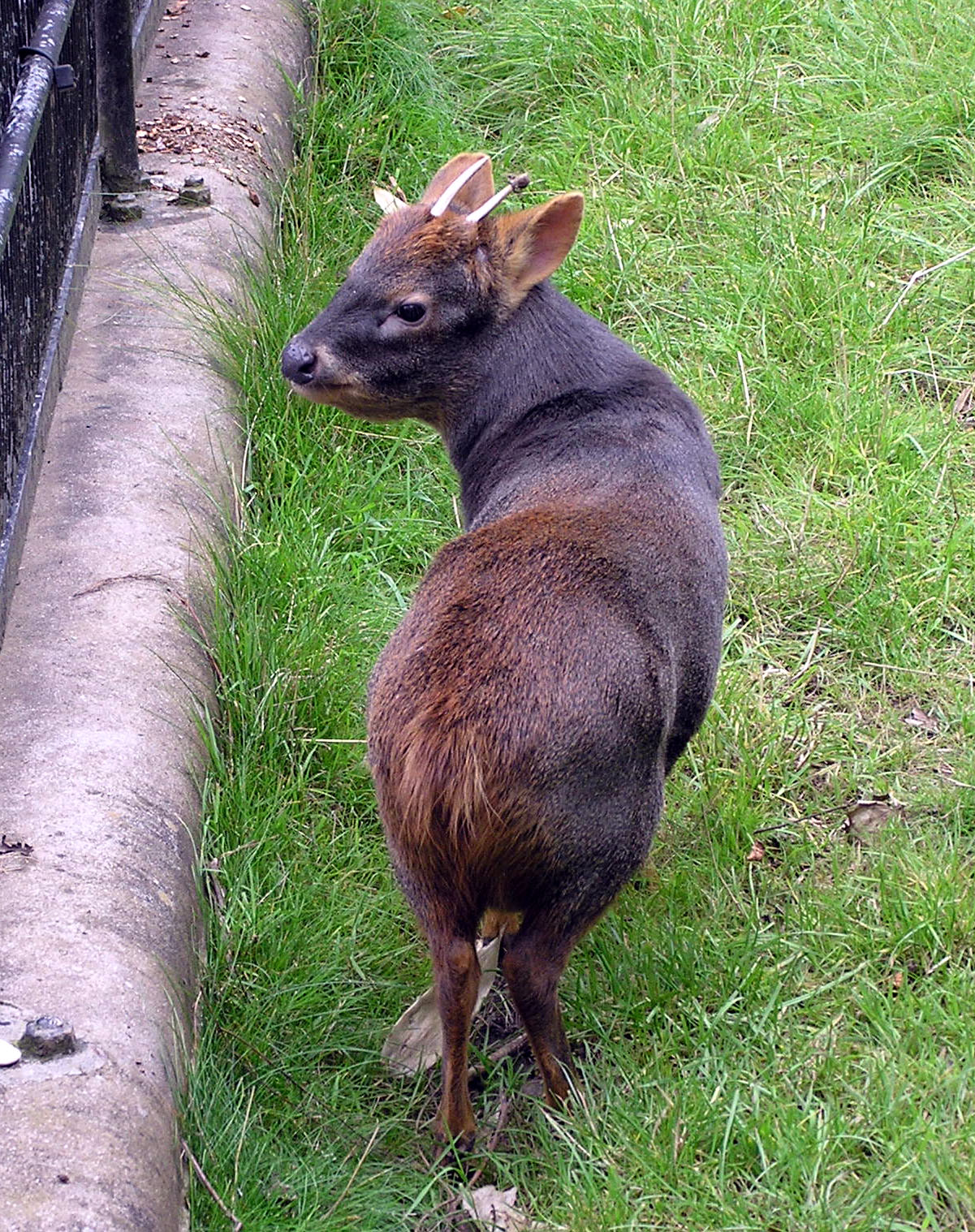
Pudu puda
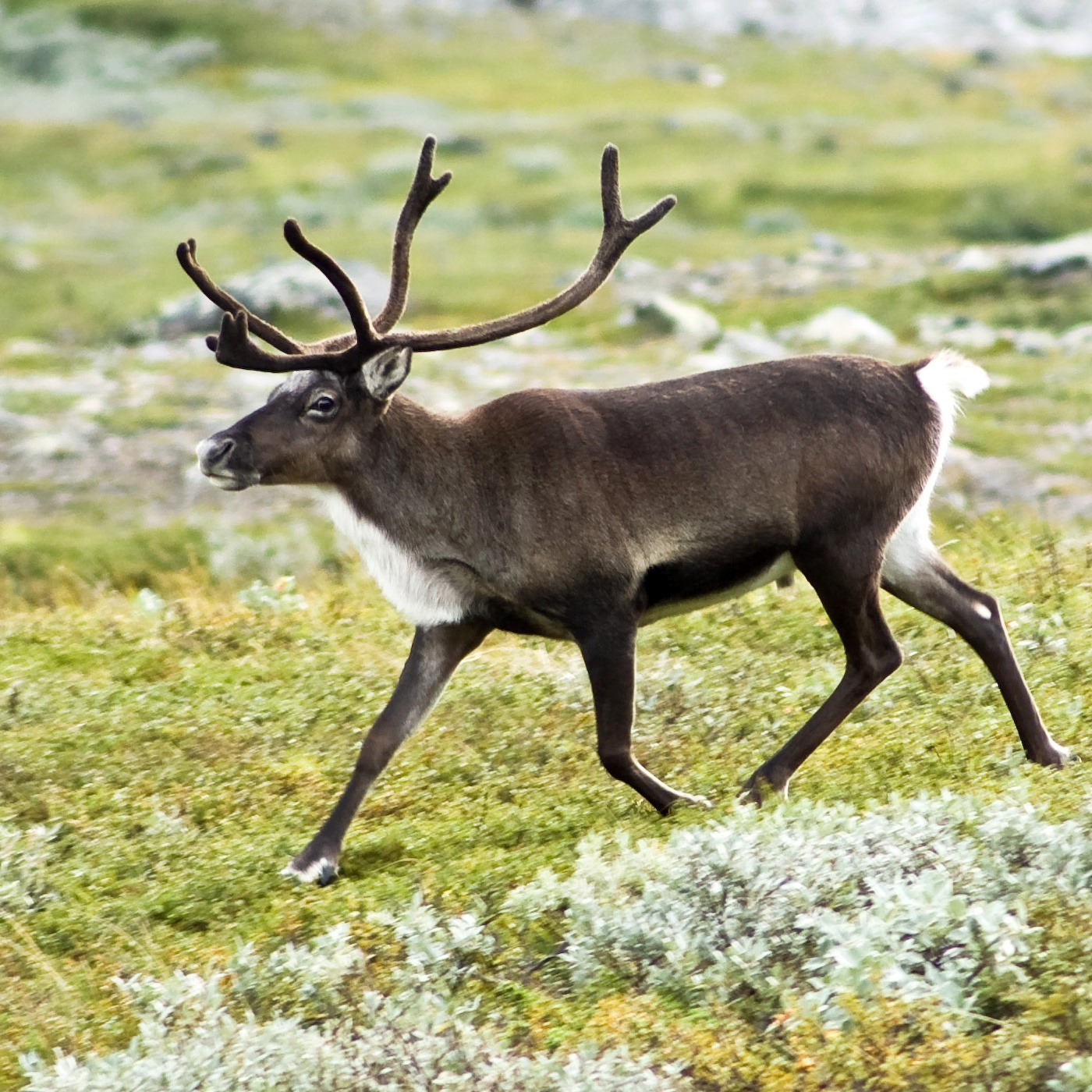
Rangifer tarandus